# Programa espacial soviético

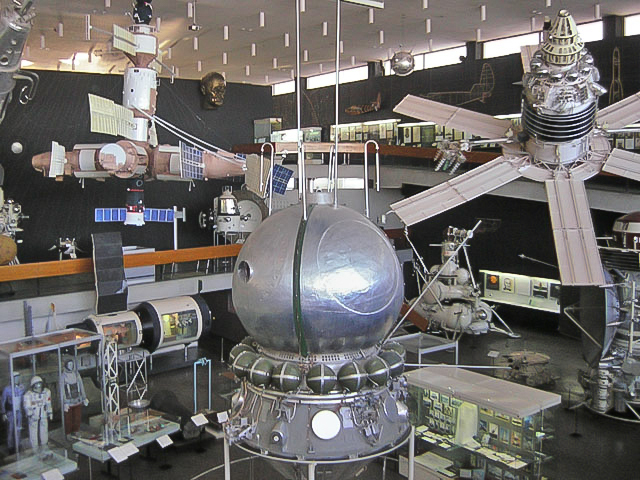
O salão da tecnologia espacial no museu de história espacial em Kaluga, Rússia. A exibição inclui modelos e réplicas das seguintes realizações Soviético-Russas:
o primeiro satélite artificial, o Sputnik 1;
o primeiro traje espacial;
a primeira espaçonave tripulada, Vostok 1;
o primeiro satélite Molniya;
o primeiro jipe de exploração espacial, o Lunokhod 1;
a primeira estação espacial, a Salyut 1;
a primeira estação espacial modular, a Mir.

Programa espacial soviético é a designação dada para o conjunto de projetos e missões executados pela antiga União das Repúblicas Socialistas Soviéticas (URSS) para exploração do espaço, tanto por meio de sondas e voos não tripulados, quanto com espaçonaves tripuladas, desde a década de 30 até a sua dissolução em 1991. Atualmente é coordenado pela agência espacial russa Roscosmos.

## Sumário
Ao longo dos seus sessenta anos de história, esse programa, originalmente militar e secreto, foi responsável por um grande número de metas pioneiras alcançadas na conquista do espaço, incluindo: o primeiro míssil balístico intercontinental, o primeiro satélite artificial (1957), o primeiro animal no espaço (1957), o primeiro homem no espaço (1961), a primeira mulher no espaço, a primeira caminhada no espaço, o primeiro veículo a entrar em órbita solar (1959), o primeiro impacto na Lua (1959), a primeira imagem do lado escuro da Lua (1959), o primeiro pouso suave na Lua (1966), o primeiro satélite artificial da Lua (1966), o primeiro rover na Lua (1970), a primeira estação espacial e a primeira sonda interplanetária a atingir a superfície de outro planeta. Estas iniciativas pioneiras acabaram comprovando que era possível enviar artefatos humanos para o espaço exterior e, mais importante, enviar seres humanos ao espaço.
O programa espacial e de foguetes da União Soviética, teve no seu início a ajuda de cientistas e principalmente, muitos engenheiros alemães (sendo Helmut Gröttrup o principal deles), que trabalharam no avançado programa alemão de foguetes, foi conduzido em sua maior parte por cientistas e engenheiros soviéticos depois de 1955, e era baseado em teorias únicas e exclusivas desenvolvidas desde o Império Russo, muitas delas derivadas do trabalho de Konstantin Tsiolkovsky, muitas vezes chamado de "pai da teoria aeroespacial". Sergei Korolev (também traduzido como Sergey Korolyov) foi o líder do principal grupo de projetistas. Seu título oficial era "desenhista chefe" (um título padrão para posições similares na URSS). Foi ele quem concebeu todo o programa e trabalhou para torna-lo realidade, convencendo a alta cúpula soviética, particularmente o líder Nikita Khrushchov, da importância da conquista do espaço. Diferente do seu competidor Norte americano na "corrida espacial", que tinha a NASA como única agência de coordenação, o programa da URSS era dividido entre vários grupos de projetistas liderados por Korolev, Mikhail Yangel, Valentin Glushko e Vladimir Chelomei.
Devido ao fato de o programa ser secreto, e por seu valor estratégico como propaganda, os anúncios dos resultados das missões eram adiados até que o sucesso fosse certo, e as falhas eram em geral mantidas em segredo. Devido à política de glasnost de Mikhail Gorbachev na década de 80, muitos fatos até então desconhecidos sobre o programa espacial foram divulgados. Entre os principais segredos que finalmente foram revelados, constam: as mortes de Korolev, Vladimir Komarov (na queda da Soyuz 1), e Yuri Gagarin (em treinamento de rotina num avião de caça) entre 1966 e 1968, além de falhas desastrosas com o enorme foguete foguete N1 que deveria ser usado na missão de pouso tripulado na Lua, que explodiram logo após o lançamento em cada um dos quatro testes não tripulados.
O programa espacial soviético foi descontinuado com a queda da União Soviética, com a Rússia e a Ucrânia se tornando os seus principais herdeiros. A Rússia criou a "Agência de Aviação e Espaço Russa", hoje conhecida como Agência Espacial Federal Russa (Roscosmos), enquanto a Ucrânia criou a Agência Espacial do Estado da Ucrânia (NSAU).
A Rússia) continua a desenvolver um consistente programa espacial, que inclui experimentos de longa permanência no espaço, para determinar os efeitos da falta de gravidade sobre o organismo humano. Estas experiências tornaram-se a base do conhecimento que está sendo aplicado hoje na Estação Espacial Internacional.

## Origens

### O pré-guerra
A teoria da exploração espacial foi bem estabelecida no Império Russo antes da Primeira Guerra Mundial a partir dos escritos de Konstantin Tsiolkovsky, que publicou estudos pioneiros ao final do século XIX, início do século XX e em 1929 introduziu o conceito do foguete multi estágios. Os aspectos práticos de toda essa teoria foram estabelecidos pelos experimentos pioneiros conduzidos pelo Grupo de Estudo do Movimento à Reação (GIRD) nos anos 20 e 30, onde muitos pioneiros como Sergei Korolev e Friedrich Zander trabalharam.
Em 18 de Agosto de 1933, o GIRD lançou o primeiro foguete soviético movido a combustível líquido, o GIRD-9, e em 25 de novembro de 1933, o primeiro foguete híbrido, o GIRD-X. Entre 1940 e 1941, um outro avanço no campo da propulsão reativa foi conquistado: o desenvolvimento e produção em série do lançador de foguetes Katyusha.

### Os alemães
Durante os anos 30, a tecnologia de foguetes soviética era comparável à alemã, mas o "Grande Expurgo" de Stalin comprometeu seriamente esse progresso. Muitos dos principais engenheiros foram mortos, e Korolev e outros foram presos nos Gulags. Apesar da efetividade dos mísseis Katyusha na Frente Oriental da Segunda Guerra, os avanços do programa de foguetes alemão impressionaram muito os engenheiros soviéticos, que inspecionaram os seus restos em Peenemünde e Mittelwerk depois do fim da guerra. Apesar dos Norte americanos terem levado secretamente os mais importantes cientistas alemães e material para construir cerca de 100 foguetes V-2 para os Estados Unidos na Operação Paperclip, o programa soviético se beneficiou muito dos registros, centros de produção, cientistas remanescentes e uma boa quantidade de engenheiros e técnicos.
Após a Segunda Guerra Mundial, a URSS recrutou diversos engenheiros alemães que trabalharam na V-2. Pouco tempo depois a URSS já estava lançando os seus próprios foguetões. Este desenvolvimento inicial acabou resultando no desenvolvimento dos foguetes espaciais (e de misseis balísticos intercontinentais).
Sob a direção de Dimitri Ustinov, Korolev e outros inspecionaram os documentos alemães. Ajudados pelo engenheiro Helmut Gröttrup e outros técnicos alemães recrutados até o início dos anos 50, eles construíram uma réplica do V-2 chamado R-1, apesar do peso das bombas nucleares soviéticas da época, exigirem foguetes mais potentes. Devido a isso, o escritório de projetos Korolev, o OKB-1 se dedicou ao desenvolvimento de um foguete que atendesse a esse requisito, o que levou ao projeto do ICBM R-7 Semyorka, que foi testado com sucesso em agosto de 1957.
O programa espacial soviético começou com uma grande vantagem sobre o dos EUA. Devido a problemas técnicos para fabricar ogivas nucleares mais leves, os mísseis lançadores intercontinentais da URSS eram imensos e potentes se comparados com seus similares estadunidenses. Logo, os foguetes para seu programa espacial já estavam prontos como resultado do esforço militar soviético resultante da guerra fria. Assim, na época em que a Sputnik 1 foi lançada, a capacidade de lançamento da URSS era de 500 kg, enquanto a dos EUA era de 5 kg.
A base dos lançadores soviéticos (e a base para o desenvolvimento do lançador Proton usado até hoje pela Rússia) foi o míssil balístico intercontinental R.7 (ou "Sputnik"), desenvolvido pela equipe chefiada por Sergei Korolev. Foi usando um R.7 que a URSS realizou a façanha de enviar o satélite artificial Sputnik 1 para a orbita da Terra.
O treinamento dos cosmonautas soviéticos era rígido e bem planejado. Os soviéticos supunham que as condições de um voo espacial eram severas e que só "super-homens" poderiam suporta-la.

## O Sputnik e a Vostok

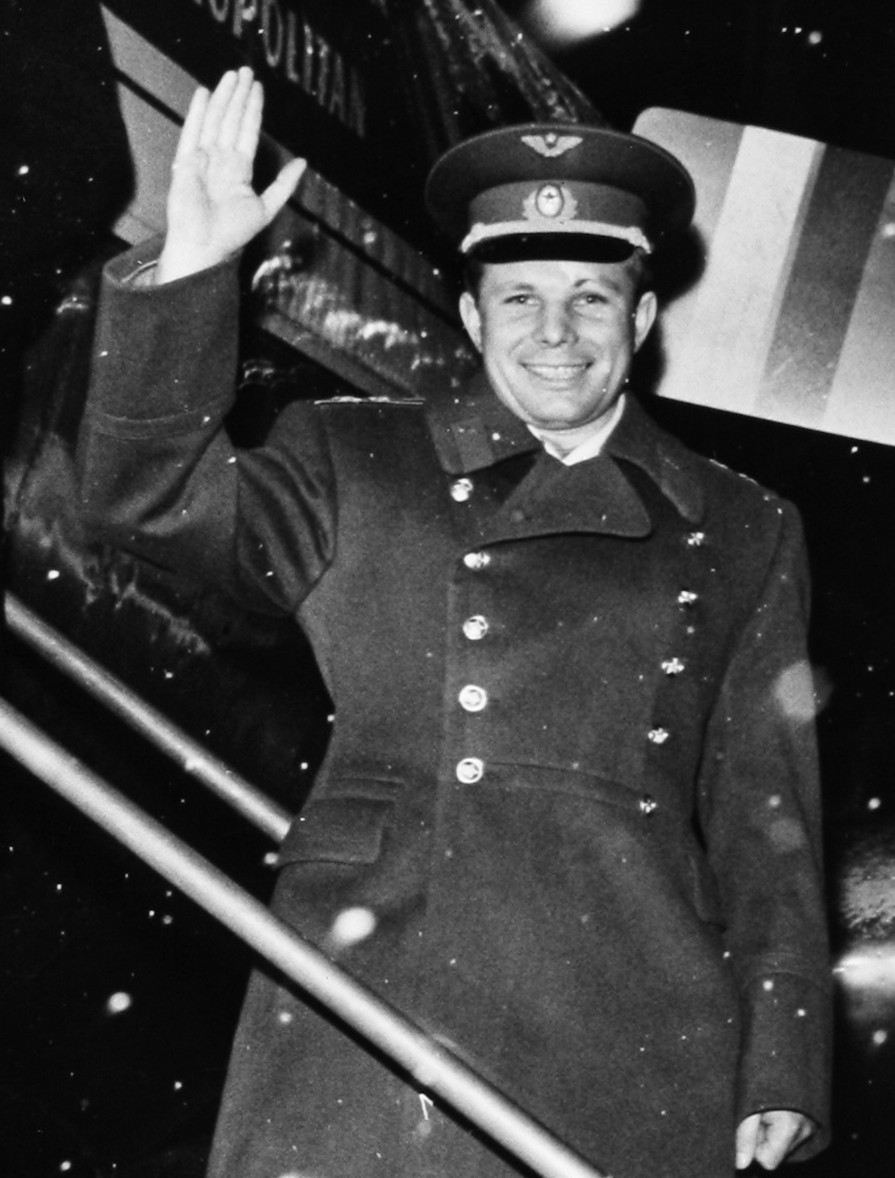
Yuri Gagarin, o primeiro homem no espaço.

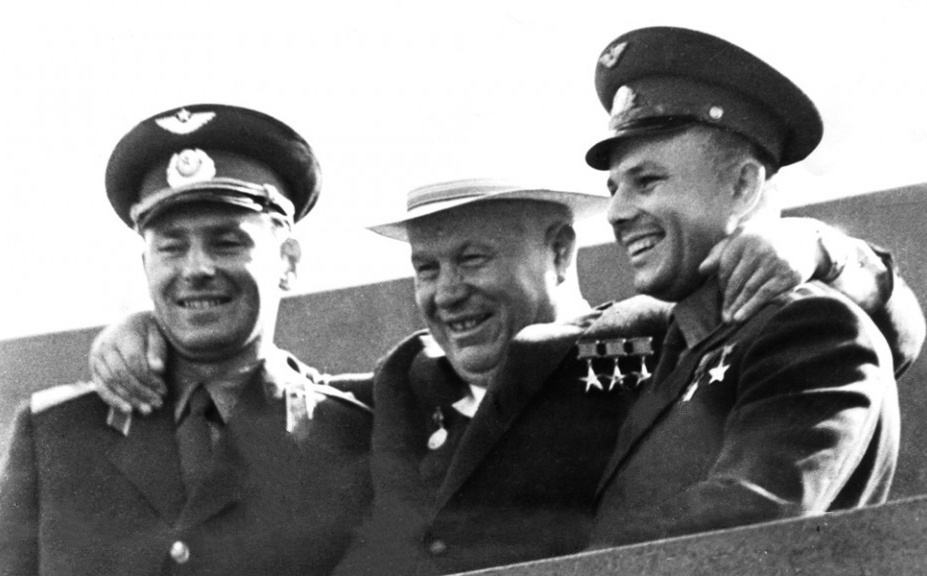
Gherman Titov (segundo soviético no espaço), Nikita Khrushchev e Iuri Gagarin na Praça Vermelha em 20 de novembro de 1961.

O programa espacial soviético, estava ligado aos seus planos quinquenais e desde o início recebia apoio dos militares. Apesar de Korolev ser motivado "por um sonho único de viagens espaciais", ele geralmente mantinha isso em segredo quando tratava de projetos militares. Depois do primeiro teste de bomba atômica na URSS em 1949, um míssil capaz de carregar uma ogiva daquele tamanho aos Estados Unidos se torna necessário, e com ele a disposição, Korolev e outros insistiam na ideia de satélites e naves tripuladas. Apesar disso, o primeiro foguete com animais a bordo foi lançado em 1951; os dois cães foram recuperados vivos depois de chegar a 101 km de altitude. Dois meses antes de os Estados Unidos efetuar um experimento semelhante. Esse e outros voos subsequentes, deram aos soviéticos uma valiosa experiência em medicina espacial.
Devido ao seu alcance global e grande capacidade de carga (cerca de 5 toneladas), o míssil R-7 Semyorka não era apenas efetivo como arma nuclear, mas também uma base excelente para um veículo lançador espacial. O anúncio dos Estados Unidos em Julho de 1955 dos seus planos de lançar um satélite durante o Ano Internacional da Geofísica ajudou muito Korolev a persuadir o líder soviético Nikita Khrushchev a patrocinar seus planos a partir de Janeiro de 1956, com o objetivo de suplantar os Estados Unidos. Foram aprovados planos para um satélite artificial de observação da Terra (o Sputnik I) para adquirir conhecimento sobre o espaço além de quatro satélites de reconhecimento (da série Zenit). Foram planejados mais tarde, novos desenvolvimentos, como: missões não tripuladas à Lua e missões tripuladas em órbita da Terra.
Depois que o primeiro Sputnik provou ser um ótimo elemento de propaganda, Korolev, então apenas conhecido como o misterioso "Desenhista chefe de foguetes espaciais", foi encarregado de acelerar o programa de missões tripuladas, cujo projeto foi combinado com o programa Zenit para criar a espaçonave Vostok. Influenciado pelas ideias de Tsiolkovsky, que escolheu Marte como o objetivo mais importante das viagens espaciais no início dos anos 60, o programa espacial soviético sob a liderança de Korolev criou grandes planos para viagens a Marte para o período entre 1968 e 1970. Com um sistema de suporte de vida em circuito fechado e motores de foguete elétricos e lançados a partir de grandes estações espaciais orbitando a Terra, esses planos eram muito mais ambiciosos que os do Projeto Apollo.

### Orçamento e Apoio
O orçamento militar soviético estava focado nos ICBMs da Força Estratégica de Mísseis, e o programa espacial "pegava uma carona". Enquanto no ocidente se acreditava que Khrushchev em pessoa encomendava cada nova missão espacial com objetivo de propaganda, e que o líder soviético tinha um relacionamento próximo a Korolev e outros projetistas, ele "estava mais preocupado com dinheiro e mísseis do que astronautas e o espaço... Ele nunca esteve particularmente interessado em competir com o projeto Apollo".
Enquanto o governo e o partido comunista usavam os sucessos do programa espacial como ferramenta de propaganda depois que eles aconteciam, planos sistemáticos para missões baseados em razões políticas eram raros, uma exceção foi a missão da primeira mulher no espaço, Valentina Tereshkova na Vostok 6 in 1963. As missões eram planejadas de acordo com a disponibilidade dos foguetes e razões eventuais, e não por objetivos científicos. Por exemplo, em fevereiro de 1962 o governo repentinamente ordenou uma missão ambiciosa envolvendo duas espaçonaves Vostok simultaneamente, lançadas num intervalo de 10 dias para ofuscar o feito de John Glenn com o Mercury-Atlas 6 naquele mês; o programa no entanto, só conseguiu realizar o feito com a Vostok 3 e a Vostok 4 em agosto.

## Competição interna

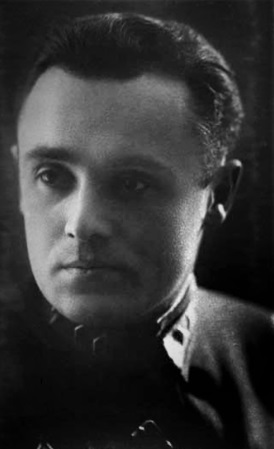
Sergei Korolev.

Diferente do programa espacial dos Estados Unidos, que tinha a NASA como única instituição coordenadora dirigida pelo seu administrador, James Webb durante a década de 60, o programa soviético estava dividido entre vários escritórios de projeto competindo entre si. Apesar do enorme sucesso dos Sputniks entre 1957 e 1961 e as Vostok entre 1961 e 1964, depois de 1958, o escritório de projetos de Korolev, o OKB-1 enfrentou uma concorrência crescente dos seus rivais, os projetistas chefes: Mikhail Yangel, Valentin Glushko, e Vladimir Chelomei. Korolev planejou seguir adiante com o desenvolvimento da espaçonave Soyuz e do foguete pesado N-1 que deveria ser a base para uma estação espacial tripulada permanente e exploração tripulada da Lua. No entanto, Ustinov o orientou a se concentrar em missões próximas da Terra com a espaçonave Voskod, uma versão melhorada da Vostok, e também missões não tripuladas a outros planetas, como Vênus e Marte.
Yangel foi assistente de Korolev mas com o apoio dos militares ele conseguiu seu próprio escritório de projetos em 1954 para trabalhar primordialmente dedicado ao programa espacial militar. Ele contava com a equipe mais forte no projeto de motores, incluindo o uso de combustíveis hipergólicos, mas depois da "Catástrofe de Nedelin" em 1960, Yangel foi orientado a concentrar seus esforços no desenvolvimento de mísseis intercontinentais. Ele continuou a desenvolver seus próprios desenhos de grandes veículos lançadores, similares ao N-1 de Korolev, tanto para fins militares quanto para o transporte de cargas pesadas ao espaço para a construção de futuras estações espaciais.
Glushko era o desenhista chefe dos motores de foguete, mas ele tinha um atrito pessoal com Korolev e se recusou a desenvolver motores criogênicos maiores com uma única câmara de combustão que Korolev precisava para desenvolver lançadores maiores.
Chelomei se beneficiou do apadrinhamento de Khrushchev e em 1960 lhe foi dada a incumbência de desenvolver um grande foguete capaz de enviar uma espaçonave tripulada ao redor da Lua e uma estação espacial tripulada para os militares. Com sua limitada experiência na área espacial esse desenvolvimento foi demasiado lento.
O progresso do Projeto Apollo estava preocupando os desenhistas chefes soviéticos, que no entanto tentavam cada um levar adiante o seu próprio projeto como resposta aos Norte americanos. Com isso, vários projetos redundantes foram aprovados, o que acabou comprometendo ainda mais os projetos já aprovados. Apesar disso, e devido à "persistência incomum" de Korolev, em agosto de 1964, mais de três anos depois que os Estados Unidos declararam sua intenção de levar um homem à Lua, a União Soviética finalmente decidiu entrar na competição. Ele determinou a meta de um pouso lunar em 1967 (ano do 50º aniversário da Revolução de Outubro), ou 1968. Num determinado momento dos anos 60, o programa espacial soviético estava desenvolvendo cerca de trinta projetos diferentes para foguetes lançadores e espaçonaves. Com a queda de Krushchev em 1964, Korolev recebeu o controle completo do programa espacial tripulado.

## Depois de Korolev
Korolev morreu em janeiro de 1966 depois de uma operação de rotina (que acabou revelando um câncer de colo), devido a uma doença cardíaca e hemorragia grave. Kerim Kerimov, que anteriormente foi um dos criadores da Vostok 1, foi nomeado presidente da Comissão Nacional de Voos Tripulados e a liderou pelos próximos 25 anos (1966–1991). Ele supervisionou cada estágio do desenvolvimento e operação tanto dos complexos voltados ao desenvolvimento de missões tripuladas quanto aos voltados a estações interplanetárias não tripuladas. Uma das maiores realizações de Kerimov foi o lançamento da Mir em 1986.

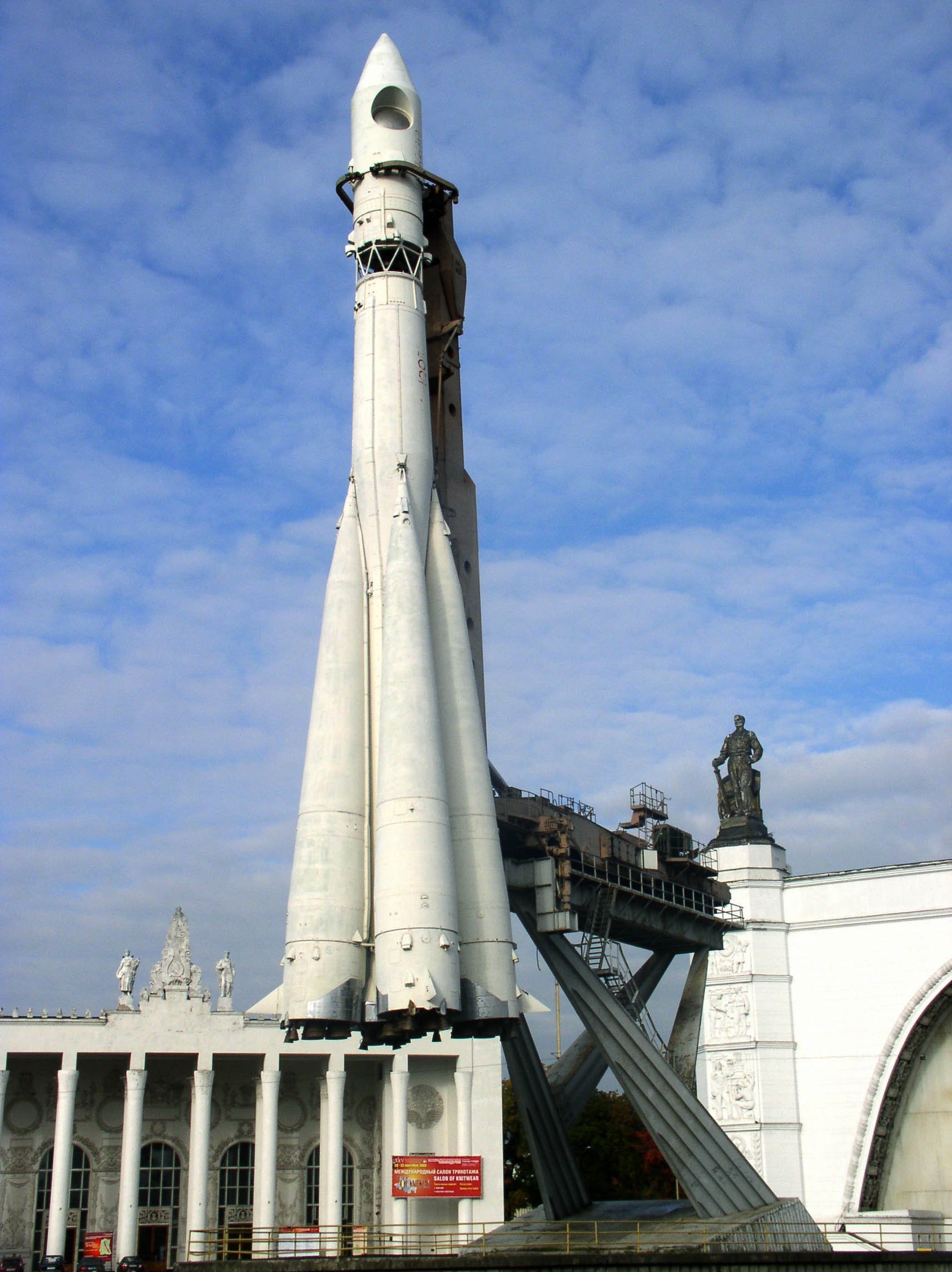
Antigo "Pavilhão Espacial" no Centro Panrusso de Exposições.

A chefia do escritório de projetos OKB-1 foi entregue a Vasili Mishin, que recebeu a tarefa de executar as missões lunares soviéticas (colocar um homem na órbita da Lua em 1967 e pousar um homem na Lua em 1968). Mishin não tinha a influência política de Korolev e ainda enfrentava competição de outros desenhistas chefes. Sob pressão, Mishin aprovou o lançamento da Soyuz 1 em 1967, apesar de a espaçonave nunca ter passado por um teste em voo não tripulado. A missão ocorreu com conhecidos problemas de desenho e terminou com a queda do veículo matando o cosmonauta Vladimir Komarov. Esta foi a primeira fatalidade em voo do programa.
Depois desse desastre e sob ainda mais pressão, Mishin acabou se tornando alcoólatra. Os soviéticos foram batidos no objetivo de orbitar um homem na Lua em 1968 pela Apollo 8, como reação, Mishin apressou ainda mais o desenvolvimento do problemático foguete super pesado N1 na esperança de que os Norte americanos tivessem algum problema, deixando algum tempo para que o N-1 se tornasse operacional e pudessem fazer um homem pousar na Lua primeiro. Houve um sucesso no voo conjunto entre a Soyuz 4 e a Soyuz 5 em Janeiro de 1969, que testou as manobras de aproximação, o acoplamento e técnicas de transferência de tripulação que seriam usadas no pouso na Lua e o módulo lunar foi testado com sucesso em órbita da Terra. Mas depois que quatro lançamentos não tripulados do N-1 terminaram em falha, o projeto do lançador pesado foi abandonado, acabando com qualquer chance de os soviéticos pousarem um homem na Lua usando um único lançamento.
Além do projeto de pousar um homem na Lua, outros projetos soviéticos abandonados incluíam: a construção de uma base lunar multifunção, a Zvezda, projetos detalhados e modelos de veículos para esse complexo foram produzidos. Outros programas de expedições tripuladas à Lua foram propostos, como o "Vulkan-LEK" mas não foram implementados por razões econômicas.
Depois desse revés, Chelomei convenceu Ustinov a aprovar um programa em 1970 para avançar com o projeto da sua estação espacial militar Almaz como meio de bater os Estados Unidos na sua já anunciada Skylab. Mishin permaneceu no controle do projeto que se tornou a Salyut, mas a opção escolhida por Mishin, que poderia ter sido a de uma tripulação de dois com trajes pressurizados, acabou sendo por uma tripulação de três sem trajes pressurizados para a Salyut 1 in 1971, o que se mostrou mais uma vez fatal, quando a capsula de reentrada despressurizou matando a tripulação no seu retorno à Terra. Mishin foi retirado de vários projetos e Chelomei retomou o controle da Salyut. Depois de trabalhar com a NASA na missão Apollo-Soyuz, a liderança soviética decidiu que uma nova abordagem de gerenciamento era necessária e em 1974, o N-1 foi cancelado e Mishin dispensado. Um único escritório de projetos, o NPO Energia foi criado para conduzir o programa a partir de então, liderado por Glushko.
Apesar da falha no programa de missões tripuladas à Lua, a URSS conseguiu sucesso significativo em duas importantes primazias: o Programa Lunokhod que colocou os primeiros rovers na Lua e o Programa Luna, que entre outras coisas, retornaram amostras do solo lunar. Também o Programa Marte teve continuidade com pequenos sucessos, enquanto a exploração de Venus e a Missão Vega para o cometa Halley foram mais efetivas.

## Um programa secreto

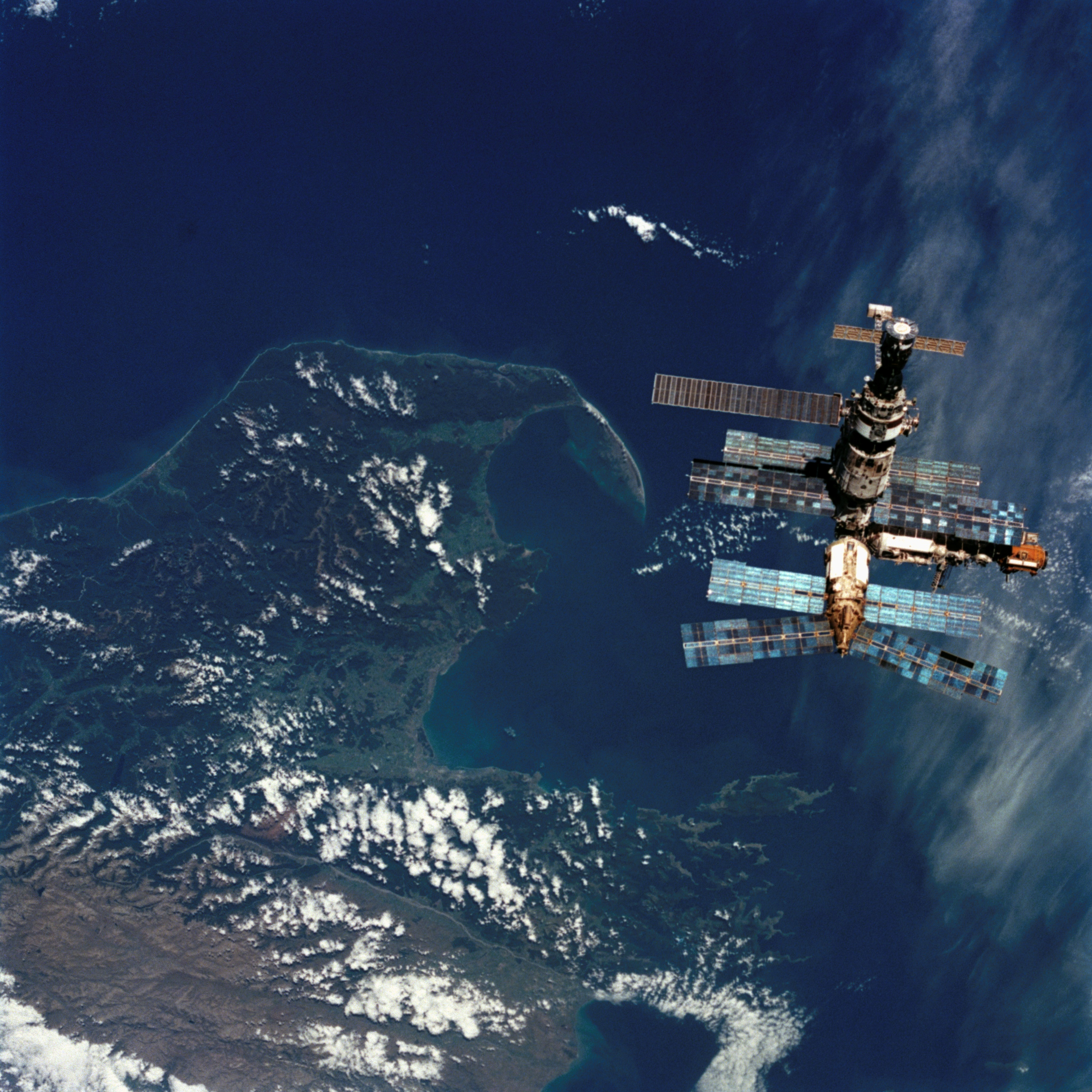
Essa imagem foi obtida pelos astronautas do ônibus espacial Atlantis quando ele se aproximou da estação espacial Russa antes do acoplamento durante a missão STS-76.

Os cidadãos da União Soviética acreditavam que o programa espacial soviético era capaz de suplantar qualquer desafio. Essa sua crença vinha, entre outras razões, do fato de que o programa era secreto. Sabendo menos, principalmente em relação às falhas, o futuro parecia sem limites. O programa espacial soviético não liberou nenhuma informação a respeito dos seus projetos antes do bem-sucedido Sputnik I. De fato, quando o projeto Sputnik foi aprovado, uma das primeiras ações do Politburo foi considerar o que deveria ser anunciado ao Mundo em relação a ele. A TASS estabeleceu padrões para todos os comunicados oficiais do programa espacial soviético. As informações eventualmente liberadas não forneciam qualquer detalhe sobre quem construiu ou de onde foi lançado ou o motivo do satélite ter sido lançado. Mesmo quando houve a liberação de informações elas esclareciam como não revelavam nada significativo: "existe uma quantidade abundante de informações científicas exóticas...como se para mergulhar o leitor nas altas matemáticas sem nenhuma foto do objeto".
O que permanecia dos noticiários era o orgulho da astronáutica soviética e pistas muito vagas sobre futuras possibilidades depois do sucesso do Sputnik.
Claramente, o tratamento secreto do programa espacial soviético serviu a dois objetivos: evitar o vazamento de informações classificadas entre países e criar uma barreira de mistério entre o programa espacial e o povo soviético. A natureza da divulgação do programa, trazia mensagens ambíguas em relação a seus objetivos, sucessos e valores. O programa em si, era tão secreto que um cidadão soviético comum, nunca conseguiu ter acesso a uma simples imagem, mesmo que superficial sobre a sua história, atividades correntes ou empreendimentos futuros. De acordo com o autor/historiador Dominic Phelan "Lançamentos não eram anunciados até que eles ocorressem. Nomes dos cosmonautas não eram liberados até que eles voassem. Detalhes das missões eram esparsos. Nós não sabíamos o tamanho ou forma dos foguetes ou das cabines das espaçonaves, exceto os primeiros Sputniks, sondas lunares e sondas de Vênus".
Essa ambiguidade gerava um paradoxo: de um lado os funcionários públicos tentavam promover o programa espacial conectando os seus sucessos à força do socialismo. Por outro lado, eles entendiam a importância de manter o sigilo devido à Guerra Fria. Essa obsessão por segredo na URSS pode ser entendida como uma forma de resguardar tanto seus pontos fortes quanto as suas fraquezas, devido ao desejo de proteger informações críticas à segurança nacional. Um desejo de promover de maneira positiva a imagem da União Soviética para o Mundo exterior, limitando a divulgação de conteúdo que pudesse comprometer a sua imagem, de acordo com o controle que o governo exercia sobre as ideias, tecnologias e invenções soviéticas.  	
A influência militar no programa espacial, pode explicar o nível de confidencialidade que cercava o programa. Os sucessos iniciais do programa: Sputnik, Laika, Yuri Gagarin orquestrados pelo OKB-1 (Escritório de Projetos Experimentais-1), foram sem dúvida um fator crítico. O OKB-1 estava subordinado ao Ministério Geral de Construção de Máquinas. Esse Ministério era responsável por um complexo industrial altamente secreto que foi alvo das forças de inteligência ocidentais durante a Guerra Fria. Originalmente, o objetivo primário do OKB-1 era a produção e posterior desenvolvimento de mísseis balísticos intercontinentais. Isso mudou nos anos 60 com a prioridade alterada para a "Corrida Espacial", mas a associação com o projeto de mísseis militares continuou e as conquistas do programa espacial foram cobertas por uma nova camada de segredo. Os interesses militares no desenvolvimento de armas como os ICBMs, operavam sob um conjunto de práticas clandestinas. Os funcionários públicos ligados a projetos militares, criaram por exemplo, uma política de identificação de armas usando uma combinação de letras e números completamente aleatória: por exemplo a espaçonave Vostok era identificada como "objeto IIF63", enquanto o foguete lançador de mesmo nome, era o "objeto 8K72K". Até mesmo os trabalhadores das fábricas envolvidas nos projetos de artefatos para o programa espacial, não tinham a visão do todo. Regras de acesso e divisões de trabalho em equipes separadas, impediam os trabalhadores de uma sessão ter conhecimento do que se passava na outra.
A origem do alto nível de confidencialidade dos militares, que eventualmente influenciaram o programa espacial tiveram início como medida temporária adotada ainda na época da Guerra Civil. Essa política de identificação aleatória foi reeditada em 1927, quando as fábricas foram identificadas por um conjunto de números. Essa prática seria adotada em projetos de pesquisa e desenho dentro das fábricas, e a tradição continuou para confundir os adversários sobre os objetivos soviéticos. Apesar disso, houve um entendimento errado de que os departamentos de inteligência ocidentais conseguiram "decifrar" esse código. Os trabalhadores, técnicos e cientistas eram proibidos de mencionar o código em público, devendo usar nas comunicações com fábricas, institutos e departamentos, um outro código. Na verdade, um código postal especial era usado nesses casos.

Numa retrospectiva, pode-se observar o padrão que surgiu à medida que as missões espaciais soviéticas se tornavam mais frequentes. O programa não mencionava problemas em seus anúncios ao público. O povo tinha a impressão que o programa espacial soviética jamais experimentou falhas. De acordo com o autor/historiador James Andrews, "Praticamente sem exceção, a cobertura da exploração espacial soviética, especialmente no caso de missões tripuladas, omitia registros de falhas ou problemas". Ao invés de admitir qualquer falha, os relatórios de missões tripuladas exageravam no tom positivo e otimista sem nenhum compromisso com os fatos.
Citação: Dominic Phelan escreveu: «A URRS foi descrita por Winston Churchill como "uma charada envolvida em mistério, dentro de um enigma" e nada foi maior exemplo disso que a busca por informações verdadeiras sobre o seu programa espacial durante a Guerra Fria. Apesar da Corrida espacial acontecer literalmente sobre as nossas cabeças, ela era sempre envolvida por uma cortina de mistério muito difícil de ser ultrapassada.»
O que precisa ser compreendido, no entanto, é que a demanda por segredo em torno do programa espacial, foi muito influenciada por exigência dos militares soviéticos.

## Projetos e realizações

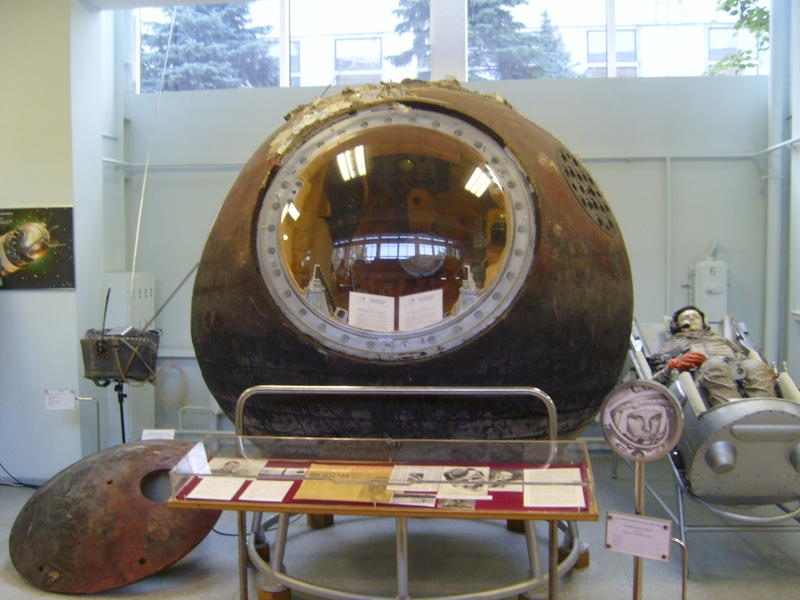
A capsula Vostok I usada por Yuri Gagarin em exibição num museu em Moscou.

### Projetos completados
- Almaz (estações espaciais)
- Buran (ônibus espacial)
- Energia
- Fóton (satélites)
- Kosmos (satélites)
- Luna (sondas lunares)
- Marte (sondas marcianas)
- Meteor (satélites)
- Molniya (satélites)
- Mir (estação espacial)
- Phobos
- Proton (satélites)
- Salyut (estações espaciais)
- Soyuz (missões espaciais tripuladas)
- Sputnik (satélites)
- TKS (nave de reabastecimento)
- Vega (sondas ao cometa Halley)
- Venera (sondas de Vênus)
- Voskhod (missões espaciais tripuladas)
- Vostok (missões espaciais tripuladas)
- Zond (sondas interplanetárias e lunares)

### Não realizado
- N1-L3 (programa lunar tripulado)

### Principais primazias

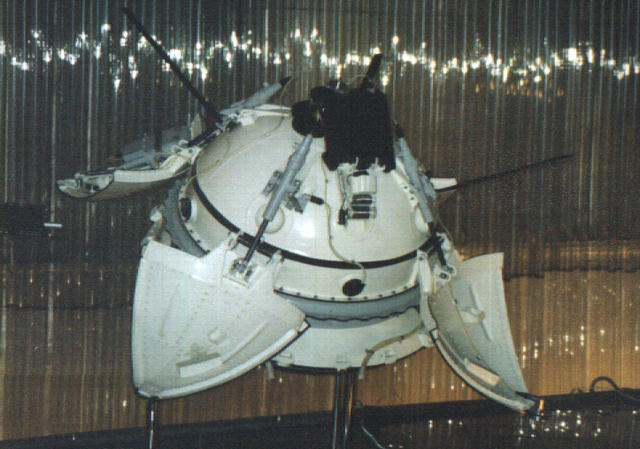
Marte 3, a primeira espaçonave a pousar em Marte.

Dois dias depois que o governo dos Estados Unidos anunciou sua intenção de lançar um satélite artificial em 31 de Julho de 1956, a União Soviética anunciou sua intenção de fazer o mesmo. O Sputnik I, lançado em 4 de Outubro de 1957, bateu os Estados Unidos e surpreendeu as pessoas ao redor do Mundo.
O programa espacial soviético foi pioneiro em vários aspectos da exploração espacial:
- 1957: Primeiro míssil balístico intercontinental, R-7 Semyorka
- 1957: Primeiro satélite artificial, Sputnik I
- 1957: Primeiro animal em órbita da Terra, a cadela Laika na Sputnik 2
- 1959: Primeira ignição de motor foguete em órbita da Terra, primeiro objeto feito pelo homem a escapar da gravidade da Terra, Luna 1
- 1959: Primeira comunicação de dados, ou telemetria, de e para o espaço exterior, Luna 1.
- 1959: Primeiro objeto feito pelo homem a passar perto da Lua, primeiro objeto feito pelo homem em órbita heliossíncrona, Luna 1
- 1959: Primeira sonda a cair na Lua, Luna 2
- 1959: Primeiro conjunto de imagens do lado oculto da Lua, Luna 3
- 1960: Primeiro retorno de animais em segurança da órbita da Terra, os cães Belka e Strelka na Sputnik 5.
- 1961: Primeira sonda lançada em direção a Vênus, Vênera 1
- 1961: Primeira pessoa no espaço, e em órbita da Terra, Yuri Gagarin na Vostok 1
- 1961: Primeira pessoa a passar mais de 24 horas no espaço, Gherman Titov, na Vostok 2 (também a primeira pessoa a dormir no espaço).
- 1962: Primeiro voo tripulado de duas naves em paralelo, Vostok 3 e Vostok 4
- 1962: Primeira sonda lançada para Marte, Marte 1
- 1963: Primeira mulher no espaço, Valentina Tereshkova, na Vostok 6
- 1964: Primeira missão com tripulação de mais de uma pessoa (3), na Voskhod 1
- 1965: Primeira atividade extra veicular, por Aleksei Leonov, na Voskhod 2
- 1965: Primeira sonda a cair em outro planeta do sistema solar (Vênus), Venera 3
- 1966: Primeira sonda a fazer um pouso suave e transmitir da superfície lunar, Luna 9
- 1966: Primeira sonda a entrar em órbita lunar, Luna 10
- 1967: Primeira manobra e acoplamento de espaçonaves não tripuladas, Kosmos 186/Kosmos 188.
- 1968: Primeiro conjunto de seres vivos (tartarugas) a orbitar a Lua e retornar a salvo a Terra, na Zond 5
- 1969: Primeiro acoplamento entre espaçonaves tripuladas em órbita da Terra com troca de tripulações, Soyuz 4 e Soyuz 5
- 1970: Primeira amostra de solo extraído e retornado automaticamente da Lua para a Terra, Luna 16
- 1970: Primeiro rover robótico na Lua, Lunokhod 1
- 1970: Primeiro conjunto de dados recebido da superfície de outro planeta do sistema solar (Vênus), Venera 7
- 1971: Primeira estação espacial, Salyut 1
- 1971: Primeira sonda a cair na superfície de Marte, Marte 2
- 1971: Primeira sonda a pousar em Marte, Marte 3
- 1975: Primeira sonda a orbitar, pousar e retornar as primeiras imagens da superfície de Vênus, Venera 9
- 1980: Primeiro hispânico e afrodescendente no espaço, Arnaldo Tamayo Méndez na Soyuz 38
- 1984: Primeira mulher a efetuar atividade extraveicular, Svetlana Savitskaya na estação espacial Salyut 7
- 1986: Primeira tripulação a visitar duas estações espaciais distintas: a Mir e a Salyut 7
- 1986: Primeiro conjunto de sondas a enviar balões robóticos na atmosfera de Vênus e retornar imagens de um cometa durante um voo de proximidade, Vega 1 e Vega 2
- 1986: Primeira estação espacial permanentemente tripulada, Mir, 1986–2001, com presença permanente a bordo entre 1989 e 1999
- 1987: Primeira tripulação a permanecer por mais de um ano no espaço, Vladimir Titov e Musa Manarov a bordo da Soyuz TM-4 - Mir

## Outros projetos

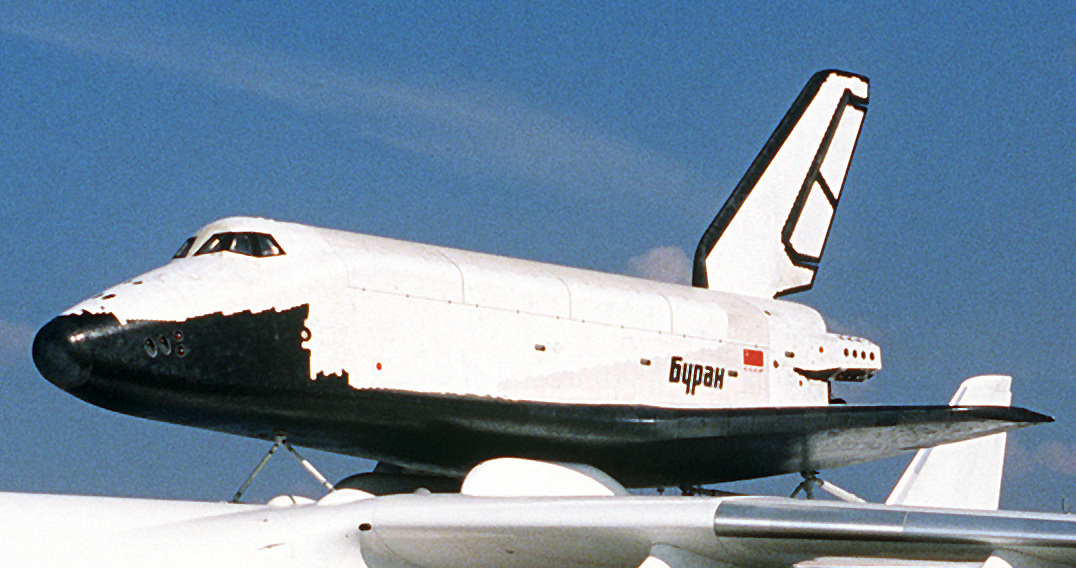
O Buran no airshow. (1989).

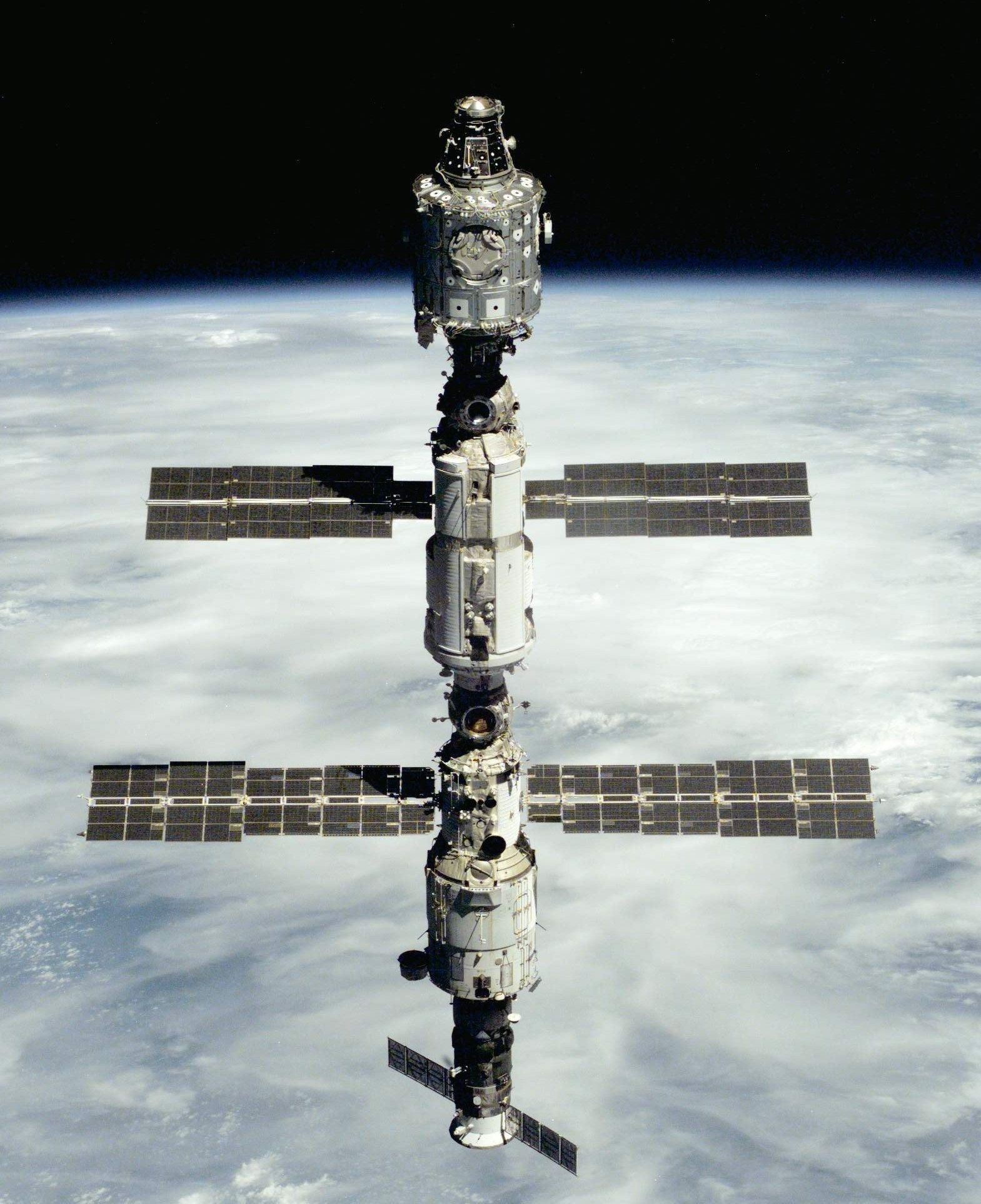
O legado da Mir - os módulos centrais da Estação Espacial Internacional.

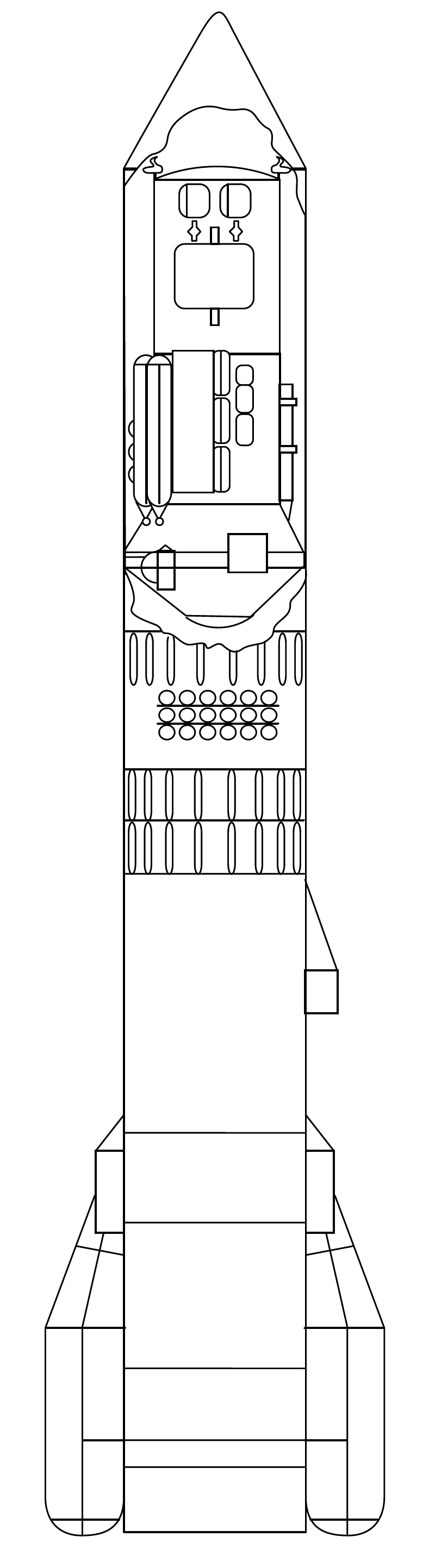
Polyus.

### Ônibus espaciais

#### Buran
O programa espacial soviético produziu sua própria versão de ônibus espacial, baseado no lançador Energia. Em 15 de novembro de 1988, o ônibus espacial Buran e o seu veículo lançador o Energia, foram lançados a partir do Cosmódromo de Baikonur no Casaquistão, e depois de três horas e duas órbitas, ele planou e pousou a alguns quilômetros da plataforma de lançamento. Alguns veículos desse tipo foram construídos, mas apenas um efetuou esse teste de voo não tripulado, sendo considerado muito custoso para entrar em operação como um lançador civil.

#### Ptichka
O Ptichka (em russo: Птичка, "Passarinho") seria o segundo ônibus espacial soviético. Porém, sua construção não foi concluída.

### Projetos interplanetários cancelados

#### Marte 4NM
Marsokhod rover pesado Marte 4NM seria lançado entre 1974 e 1975 pelo foguete N1 cujo projeto foi abandonado.

#### Marte 5NM
Missão de retorno de amostras Marte 5NM seria lançado entre em 1975 pelo foguete N1 cujo projeto foi abandonado.

#### Marte 5M
Missão de retorno de amostras Marte 5M, que seria lançada em duas partes em 1979. Essas duas partes (sonda e módulo propulsor) seriam acopladas em órbita da Terra para então seguir para Marte.

#### Vesta
O Programa Vesta constituído por duas sondas interplanetárias idênticas com duplo propósito a ser lançadas entre 1992 e 1996. A intenção final seria um voo de aproximação a Marte prosseguindo em rota de afastamento para então efetuar o estudo de asteroides de diferentes classes. Possivelmente liberando uma sonda de penetração no asteroide 4 Vesta.

#### Tsiolkovsky
A missão Tsiolkovsky foi planejada como uma sonda de espaço profundo de duplo propósito a ser lançada nos anos 90 para explorar o Sol e Júpiter.

#### Saturno
A missão Saturno foi planejada como uma sonda de espaço profundo a ser lançada em 2012 para explorar Saturno e Titan.

### Armas espacias

#### Polyus
A arma espacial Polyus (ru: polo) foi a resposta da URSS ao programa "Guerra na Estrelas" (Iniciativa Estratégica de Defesa) dos EUA. Seria uma estação espacial equipada com armas antissatélite, dentre as quais, um canhão laser de dióxido de carbono. Em 15 de Maio de 1987, o lançamento de seu único protótipo fracassou e este caiu, provavelmente, no Pacífico Sul. Após este insucesso, o projeto foi encerrado.

## Incidentes, falhas e reveses
O programa espacial soviético passou por um número de acidentes fatais e falhas. 
A primeira fatalidade oficial com cosmonautas em treinamento ocorreu em 23 de março de 1961, quando Valentin Bondarenko morreu num incêndio num ambiente de simulação atmosférica de baixa pressão e alta concentração de oxigênio.
O programa Voskhod foi cancelado depois de apenas dois voos tripulados, comprometendo a liderança soviética e um evento quase fatal durante a segunda missão. Se os voos planejados tivessem sido executados, eles trariam ainda mais primazias (ou as anteciparia), incluindo um voo de longa duração de 20 dias, uma mulher executando atividade extra veicular e também uma atividade extraveicular autônoma e usando propulsores a jato.
As mortes de Korolev, Komarov na queda da Soyuz 1 e de Gagarin, o primeiro homem no espaço num voo de caça de treinamento, dentro de um período de dois anos tiveram um impacto negativo significativo no programa espacial soviético.
Os soviéticos continuaram lutando pela primeira missão lunar tripulada com o enorme foguete N1, que explodiu em cada uma das quatro tentativas de teste não tripulados. Os Estados Unidos ganharam a corrida para colocar um homem na Lua com a Apollo 11 em 20 de julho de 1969.
Em 5 de Abril de 1975, um mal funcionamento no segundo estágio do foguete Soyuz carregando dois cosmonautas para a estação espacial Salyut 4 resultou no primeiro uso prático do sistema de escape no lançamento. Os cosmonautas foram lançados a vários quilômetros de distância, e ficaram preocupados com a possibilidade de pousarem na China, com a qual a União Soviética vinha tendo problemas diplomáticos. A cápsula atingiu uma montanha, escorregou por um declive e quase caiu de um penhasco; felizmente as cordas do paraquedas engancharam em árvores impedindo que isso acontecesse. Mesmo assim, os dois cosmonautas sofreram graves ferimentos e o comandante Lazerev, nunca mais voou.
Em 18 de Março de 1980 um foguete Vostok explodiu na plataforma de lançamento durante a operação de abastecimento, matando 48 pessoas.
Em agosto de 1981, a Kosmos 434, que havia sido lançada em 1971, estava prestes a reentrar. Para acalmar os temores de que houvesse material nuclear a bordo, um porta-voz do Ministério de relações exteriores soviético assegurou ao governo Australiano em 26 de agosto de 1981, que a espaçonave era uma "cabine lunar experimental". Essa foi uma das primeiras vezes em que a União Soviética admitiu estar engajada num programa lunar tripulado.
Em setembro de 1983, um foguete Soyuz sendo lançado para enviar cosmonautas para a estação espacial Salyut 7 explodiu na plataforma de lançamento, acionando o sistema de escape no lançamento, salvando os dois cosmonautas a bordo.
Além desses, existem vários relatos lendários de "cosmonautas fantasmas" cujas mortes foram supostamente encobertas pela União Soviética.
A chamada Catástrofe de Nedelin era um teste de ICBM sem relação com o programa espacial.:258

## Legado
Alguns dos principais legados do programa espacial soviético são:
- Os módulos centrais da estação espacial internacional;
- O sistema Soyuz de espaçonaves e foguetes que a abastece;
- Um dos maiores e mais potentes motores de foguete em produção, o RD-180.[22]

Todos administrados hoje em dia pela Rússia, que não por acaso é responsável por cerca de 37% dos lançamentos de foguetes no Mundo (dados de 2009).
Pode-se dizer também que houve um importantíssimo "efeito colateral". Apesar de no início, o programa espacial soviético abalou o prestígio doas Estados Unidos, pode-se dizer que foi ele que impulsionou o programa espacial dos Estados Unidos, e também todas as conquistas decorrentes dele, inclusive e principalmente o Programa Apollo que colocou o homem na Lua.